# 普通一兵
普通一兵，原名列兵亚历山大·马特洛索夫（俄语：Рядовой Александр Матросов），是1947年苏联影片，由列奥尼德·卢柯夫执导，联盟儿童电影制片厂出品，描写了苏联士兵亚历山大·马特洛索夫飞身堵枪眼的事迹。该电影在中国由东北电影制片厂翻译为中文发行，是中华人民共和国第一部译制片。